# Dix mille lieues dans les airs
Dix mille lieues dans les airs (titre original en allemand : Ein Flug um die Welt und die Insel der seltsamen Dinge) est un roman d'aventures de l'écrivain allemand Otfrid von Hanstein paru en 1927 et adapté en français en 1931.

## Édition française
- Otfrid von Hanstein, Dix mille lieues dans les airs, adapté de l'allemand par Gisèle et Tancrède Vallerey, Fernand Nathan, coll. « Aventures et voyages », 1929, 254 p. [Réédition en 1948]